# Diane Haight
Diane Haight (* 28. April 1964 in Trail, British Columbia) ist eine ehemalige kanadische Skirennläuferin.
Haight war eine der wenigen kanadischen Allrounderinnen. Sie ging in der Abfahrt, im Riesenslalom und im Super-G an den Start. In diesen Disziplinen erreichte sie einige Top-10-Platzierungen, aber keinen Podestplatz.
Immer wieder wurde sie durch Verletzungen zurückgeworfen. Die ehemalige Europacupsiegerin aus dem Jahre 1981 beendete ihre Karriere im März 1987. Dreimal war sie kanadische Meisterin geworden (Slalom 1981, Kombination 1981, Abfahrt 1984).